# Pablito Barcos
Pablo Barcos Plaza, conocido como Pablito Barcos (Sestao, 26 de enero de 1913 - Ciudad de México, 31 de diciembre de 1997), fue un futbolista español que residió en México la mayor parte de su vida. Es recordado principalmente como defensa de la Selección de Fútbol de Euskadi durante la guerra civil española (1937-1939).

## Biografía
Pablito Barcos hizo su debut en el fútbol español tras el estallido de la guerra civil española en 1936. En 1937, Pablito es reclutado por la Selección de Euskadi, un equipo de fútbol creado por el gobierno vasco con la finalidad de recaudar fondos en Europa para los refugiados vascos y apoyar al Frente Nacionalista Vasco.
Pablito Barcos fue seleccionado como defensa junto a los mejores futbolistas vascos de la época como: Serafín Aedo (defensa), Emilín Alonso (delantero), Sabino Aguirre (medio), Pedro Aresa (defensa), Gregorio Blasco (portero), Leonardo Cilaurren (medio), Chirri II (delantero), Roberto Echevarría (medio), Rafael Egusquiza (portero), Guillermo Gorostiza (medio/delantero),  José Iraragorri (delantero), Txato Iraragorri (medio), Isidro Lángara (medio/delantero), Enrique Larrinaga (medio), José Muguerza (medio), Luis Regueiro (medio/delantero), Pedro Regueiro (medio),  José Manuel Urquiola (delantero), y Ángel Zubieta (medio).
Barcos fue uno de los defensas titulares de la selección vasca durante su gira mundial. La Selección de Euskadi tuvo excelentes resultados durante su gira por Europa, tras la caída de Bilbao; trasladan su gira a América pasando por EE. UU. y Latinoamérica. El último destino de su gira fue México donde la selección compite en la Liga Mayor de México de 1938 y 1939. En 1939 Barcos fichó por el Club España, donde pronto se retiró del fútbol debido a las lesiones.
Al retirarse del fútbol, Pablo Barcos se asienta en la Ciudad de México y construye su familia donde el fútbol siempre tuvo una gran importancia. Pablito Barcos residió en la Ciudad de México hasta su muerte.